# Crofton (Kentucky)
Pour les articles homonymes, voir Crofton.
Crofton est une ville américaine située dans le comté de Christian, dans le Kentucky. Selon le recensement de 2020, sa population est de 653 habitants.